# (21356) Karlplank
(21356) Karlplank (1997 FG4) – planetoida z pasa głównego asteroid okrążająca Słońce w ciągu 4,4 lat w średniej odległości 2,68 j.a. Odkryta 31 marca 1997 roku.